# Al-Horriya SC Alep
L'Al-Horriya Sports Club o Al-Hurriya SC (àrab: نادي الحرية الرياضي, Nādī al-Ḥurriyya ar-Riyāḍī, ‘Club Esportiu de la Llibertat’) és un club de futbol sirià de la ciutat d'Alep.

## Història
El club va ser fundat el 1952 amb el nom d'Al Arabi Sports Club. L'any 1972 adoptà el nom d'Al Horriya.

## Palmarès
- Lliga siriana de futbol:[2]
  - 1992, 1994
- Copa siriana de futbol:[3]
  - 1992